# Ubisoft
Ubisoft Entertainment izdavačka je kuća za računalne igre i videoigre sa sjedištem u Montreuilu, Francuska.
Maskota Ubisofta je Rayman. Tvrtka je osnovana 1986. godine.

## Proizvodi
| Godina     | Naslov računalne igre                                   | Platforme                           |
| ---------- | ------------------------------------------------------- | ----------------------------------- |
| 1986.      | Fer et flamme                                           | Amstrad CPC                         |
| 1986.      | Masque                                                  | Atari ST                            |
| 1986.      | Masque                                                  | Amstrad CPC                         |
| 1986.      | Masque                                                  | MS-DOS                              |
| 1986.      | Zombi                                                   | Amstrad CPC                         |
| 1986.      | Zombi                                                   | Amiga                               |
| 1986.      | Zombi                                                   | Commodore 64                        |
| 1986.      | Zombi                                                   | MS-DOS                              |
| 1986.      | Zombi                                                   | Atari ST                            |
| 1986.      | Zombi                                                   | ZX Spectrum                         |
| 1987.      | Asphalt                                                 | Amstrad CPC                         |
| 1987.      | Final Command                                           | Amiga                               |
| 1987.      | Final Command                                           | Atari ST                            |
| 1987.      | Final Command                                           | Amstrad CPC                         |
| 1987.      | Gabrielle                                               | Amstrad CPC                         |
| 1987.      | Gabrielle                                               | Atari ST                            |
| 1987.      | Gabrielle                                               | MS-DOS                              |
| 1987.      | Inertie                                                 | Amstrad CPC                         |
| 1987.      | L'Anneau de Zengara                                     | Amstrad CPC                         |
| 1987.      | L'Anneau de Zengara                                     | Atari ST                            |
| 1987.      | L'Oeil de Set                                           | Amstrad CPC                         |
| 1987.      | La Chose de Grotemburg                                  | Amstrad CPC                         |
| 1987.      | M'Enfin                                                 | Amstrad CPC                         |
| 1987.      | Mange Cailloux                                          | Amstrad CPC                         |
| 1987.      | Manhattan 95 Light                                      | Amstrad CPC                         |
| 1987.      | Le Maître des Âmes                                      | Amstrad CPC                         |
| 1987.      | Le Maître des Âmes                                      | Atari ST                            |
| 1987.      | Le Maître des Âmes                                      | MS-DOS                              |
| 1987.      | Le Nécromancien                                         | Amstrad CPC                         |
| 1987.      | Peur sur Amityville                                     | Amstrad CPC                         |
| 1988.      | Conspiration de l'An III                                | Amstrad CPC                         |
| 1988.      | Cybermind - Planet of Riddle                            | Atari ST                            |
| 1988.      | EXIT                                                    | Amstrad CPC                         |
| 1988.      | Hurlements                                              | Amstrad CPC                         |
| 1988.      | Hurlements                                              | MS-DOS                              |
| 1988.      | L'Ile                                                   | Amstrad CPC                         |
| 1989.      | Fred                                                    | Amiga                               |
| 1989.      | Fred                                                    | Atari ST                            |
| 1989.      | Great Courts                                            | Amiga                               |
| 1989.      | Great Courts                                            | Atari Lynx                          |
| 1989.      | Great Courts                                            | Commodore 64                        |
| 1989.      | Great Courts                                            | Amstrad CPC                         |
| 1989.      | Great Courts                                            | MS-DOS                              |
| 1989.      | Great Courts                                            | Super Nintendo Entertainment System |
| 1989.      | Great Courts                                            | Atari ST                            |
| 1989.      | Great Courts                                            | ZX Spectrum                         |
| 1989.      | Iron Lord                                               | Amiga                               |
| 1989.      | Iron Lord                                               | Commodore 64                        |
| 1989.      | Iron Lord                                               | Amstrad CPC                         |
| 1989.      | Iron Lord                                               | MS-DOS                              |
| 1989.      | Iron Lord                                               | Atari ST                            |
| 1989.      | Iron Lord                                               | ZX Spectrum                         |
| 1989.      | Night Hunter                                            | Atari ST                            |
| 1989.      | Night Hunter                                            | Amstrad CPC                         |
| 1989.      | Omeyad                                                  | Amstrad CPC                         |
| 1989.      | Puffy's Saga                                            | Amiga                               |
| 1989.      | Puffy's Saga                                            | Commodore 64                        |
| 1989.      | Puffy's Saga                                            | Amstrad CPC                         |
| 1989.      | Puffy's Saga                                            | MS-DOS                              |
| 1989.      | Puffy's Saga                                            | Atari ST                            |
| 1989.      | Puffy's Saga                                            | ZX Spectrum                         |
| 1989.      | Skateball                                               | Amiga                               |
| 1989.      | Skateball                                               | Amstrad CPC                         |
| 1989.      | Skateball                                               | Amstrad GX4000                      |
| 1989.      | Skateball                                               | Atari ST                            |
| 1989.      | Skateball                                               | Commodore 64                        |
| 1989.      | Skateball                                               | MS-DOS                              |
| 1989.      | Skateball                                               | ZX Spectrum                         |
| 1989.      | Sphaira                                                 | Amstrad CPC                         |
| 1989.      | Terres et Conquérants                                   | Amstrad CPC                         |
| 1989.      | Twinworld                                               | Acorn Archimedes                    |
| 1989.      | Twinworld                                               | Amiga                               |
| 1989.      | Twinworld                                               | Amstrad CPC                         |
| 1989.      | Twinworld                                               | Atari ST                            |
| 1989.      | Twinworld                                               | Commodore 64                        |
| 1990.      | B.A.T.                                                  | Amiga                               |
| 1990.      | B.A.T.                                                  | Amstrad CPC                         |
| 1990.      | B.A.T.                                                  | Atari ST                            |
| 1990.      | B.A.T.                                                  | Commodore 64                        |
| 1990.      | B.A.T.                                                  | MS-DOS                              |
| 1990.      | The Chessmaster 2000                                    | Amstrad CPC                         |
| 1990.      | Pick 'n Pile                                            | Amiga                               |
| 1990.      | Pick 'n Pile                                            | Apple IIGS                          |
| 1990.      | Pick 'n Pile                                            | Atari 2600                          |
| 1990.      | Pick 'n Pile                                            | Commodore 64                        |
| 1990.      | Pick 'n Pile                                            | Amstrad CPC                         |
| 1990.      | Pick 'n Pile                                            | macOS                               |
| 1990.      | Pick 'n Pile                                            | Atari ST                            |
| 1990.      | Pick 'n Pile                                            | ZX Spectrum                         |
| 1990.      | Pro Tennis Tour                                         | Amstrad CPC                         |
| 1990.      | RanX                                                    | Amiga                               |
| 1990.      | RanX                                                    | MS-DOS                              |
| 1990.      | RanX                                                    | Atari ST                            |
| 1990.      | Sauvez Yurk                                             | Amstrad CPC                         |
| 1990.      | Unreal                                                  | Amiga                               |
| 1990.      | Unreal                                                  | MS-DOS                              |
| 1990.      | Unreal                                                  | Atari ST                            |
| 1991.      | Air Combat Aces                                         | Amiga                               |
| 1991.      | Back to the Golden Age                                  | Amstrad CPC                         |
| 1991.      | Back to the Golden Age                                  | Atari ST                            |
| 1991.      | Great Courts 2                                          | Amiga                               |
| 1991.      | Great Courts 2                                          | MS-DOS                              |
| 1991.      | Great Courts 2                                          | Atari ST                            |
| 1992.      | B.A.T. II - The Koshan Conspiracy                       | Amiga                               |
| 1992.      | B.A.T. II - The Koshan Conspiracy                       | MS-DOS                              |
| 1992.      | B.A.T. II - The Koshan Conspiracy                       | Atari ST                            |
| 1992.      | Dyna Blaster                                            | Amiga                               |
| 1992.      | Dyna Blaster                                            | MS-DOS                              |
| 1992.      | Dyna Blaster                                            | Atari ST                            |
| 1993.      | F1 Pole Position                                        | Game Boy                            |
| 1993.      | Indiana Jones and the Last Crusade                      | Nintendo Entertainment System       |
| 1993.      | Jimmy Connors Pro Tennis Tour                           | Nintendo Entertainment System       |
| 1993.      | Jimmy Connors Pro Tennis Tour                           | Super Nintendo Entertainment System |
| 1994.      | Payuta                                                  | Microsoft Windows                   |
| 1994.      | Street Racer                                            | Amiga                               |
| 1994.      | Street Racer                                            | MS-DOS                              |
| 1994.      | Street Racer                                            | Game Boy                            |
| 1994.      | Street Racer                                            | PlayStation                         |
| 1994.      | Street Racer                                            | Sega Saturn                         |
| 1994.      | Street Racer                                            | Sega Genesis                        |
| 1994.      | Street Racer                                            | Super Nintendo Entertainment System |
| 1995.      | Action Soccer                                           | MS-DOS                              |
| 1995.      | Anvil of Dawn                                           | MS-DOS                              |
| 1995.      | Rayman                                                  | Microsoft Windows                   |
| 1995.      | Rayman                                                  | PlayStation                         |
| 1995.      | Rayman                                                  | Game Boy Color                      |
| 1995.      | Rayman                                                  | Atari Jaguar                        |
| 1995.      | Rayman                                                  | Sega Saturn                         |
| 1995.      | Rayman                                                  | MS-DOS                              |
| 1996.      | Alexi Lalas Red Hot Soccer                              | Microsoft Windows                   |
| 1996.      | TIM7                                                    | Microsoft Windows                   |
| 1997.      | The Adventures of Valdo & Marie                         | Microsoft Windows                   |
| 1997.      | F1 Pole Position 64                                     | Nintendo 64                         |
| 1997.      | F1 Racing Simulation                                    | Microsoft Windows                   |
| 1997.      | POD - Planet of Death                                   | Microsoft Windows                   |
| 1997.      | Rayman Designer                                         | Microsoft Windows                   |
| 1997.      | Rayman Gold                                             | Microsoft Windows                   |
| 1997.      | Sub Culture                                             | Microsoft Windows                   |
| 1997.      | Tennis Arena                                            | Sega Saturn                         |
| 1997.      | Tennis Arena                                            | PlayStation                         |
| 1998.      | All Star Tennis '99                                     | Nintendo 64                         |
| 1998.      | All Star Tennis '99                                     | PlayStation                         |
| 1998.      | All Star Tennis '99                                     | Game Boy Color                      |
| 1998.      | Asghan: The Dragon Slayer                               | Microsoft Windows                   |
| 1998.      | Buck Bumble                                             | Nintendo 64                         |
| 1998.      | Hexcite                                                 | Game Boy Color                      |
| 1998.      | Laura's Happy Adventures                                | Microsoft Windows                   |
| 1998.      | Laura's Happy Adventures                                | Game Boy Color                      |
| 1998.      | Rayman Forever                                          | Microsoft Windows                   |
| 1998.      | Redline Racer                                           | Microsoft Windows                   |
| 1998.      | S.C.A.R.S                                               | Nintendo 64                         |
| 1998.      | S.C.A.R.S                                               | PlayStation                         |
| 1998.      | S.C.A.R.S                                               | Microsoft Windows                   |
| 1998.      | Shadow Gunner: The Robot Wars                           | PlayStation                         |
| 1998.      | Skull Caps                                              | Microsoft Windows                   |
| 1998.      | Speed Busters: American Highways                        | Microsoft Windows                   |
| 1999.      | Alex Builds His Farm                                    | Microsoft Windows                   |
| 1999.      | All You Can Play: 10 Racing Games                       | Microsoft Windows                   |
| 1999.      | Hell-Copter                                             | Microsoft Windows                   |
| 1999.      | Hype: The Time Quest                                    | Microsoft Windows                   |
| 1999.      | Hype: The Time Quest                                    | PlayStation 2                       |
| 1999.      | Imperialism II: Age of Exploration                      | Microsoft Windows                   |
| 1999.      | Monaco Grand Prix                                       | Nintendo 64                         |
| 1999.      | Monaco Grand Prix                                       | Dreamcast                           |
| 1999.      | Monaco Grand Prix                                       | PlayStation                         |
| 1999.      | Monaco Grand Prix Racing Simulation 2                   | Microsoft Windows                   |
| 1999.      | Rayman 2: The Great Escape                              | Microsoft Windows                   |
| 1999.      | Rayman 2: The Great Escape                              | Nintendo 64                         |
| 1999.      | Rayman 2: The Great Escape                              | Dreamcast                           |
| 1999.      | Rayman 2: The Great Escape                              | PlayStation                         |
| 1999.      | Rocket: Robot on Wheels                                 | Nintendo 64                         |
| 1999.      | Speed Devils                                            | Dreamcast                           |
| 1999.      | Tom Clancy's Rainbow Six: Rogue Spear                   | Microsoft Windows                   |
| 1999.      | Tom Clancy's Rainbow Six: Rogue Spear                   | macOS                               |
| 1999.      | Tom Clancy's Rainbow Six: Rogue Spear                   | Dreamcast                           |
| 1999.      | Tom Clancy's Rainbow Six: Rogue Spear                   | PlayStation                         |
| 2000.      | Animorphs                                               | Game Boy Color                      |
| 2000.      | Arcatera: The Dark Brotherhood                          | Microsoft Windows                   |
| 2000.      | Batman Beyond: Return of the Joker                      | Game Boy Color                      |
| 2000.      | Batman Beyond: Return of the Joker                      | PlayStation                         |
| 2000.      | Batman Beyond: Return of the Joker                      | Nintendo 64                         |
| 2000.      | Disney's Dinosaur                                       | Microsoft Windows                   |
| 2000.      | Disney's Dinosaur                                       | PlayStation                         |
| 2000.      | Disney's Dinosaur                                       | PlayStation 2                       |
| 2000.      | Disney's Dinosaur                                       | Dreamcast                           |
| 2000.      | Disney's Dinosaur                                       | Game Boy Color                      |
| 2000.      | Donald Duck: Goin' Quackers                             | Microsoft Windows                   |
| 2000.      | Donald Duck: Goin' Quackers                             | PlayStation                         |
| 2000.      | Donald Duck: Goin' Quackers                             | Nintendo 64                         |
| 2000.      | Donald Duck: Goin' Quackers                             | Dreamcast                           |
| 2000.      | Donald Duck: Goin' Quackers                             | Game Boy Color                      |
| 2000.      | Donald Duck: Goin' Quackers                             | GameCube                            |
| 2000.      | Donald Duck: Goin' Quackers                             | PlayStation 2                       |
| 2000.      | Grandia                                                 | PlayStation                         |
| 2000.      | Grandia 2                                               | Microsoft Windows                   |
| 2000.      | Grandia 2                                               | PlayStation 2                       |
| 2000.      | Grandia 2                                               | Dreamcast                           |
| 2000.      | Infestation                                             | Microsoft Windows                   |
| 2000.      | Little Nicky                                            | Game Boy Color                      |
| 2000.      | Myst Masterpiece Edition                                | Microsoft Windows                   |
| 2000.      | POD 2 / POD: Speedzone                                  | Dreamcast                           |
| 2000.      | RealMYST                                                | Microsoft Windows                   |
| 2000.      | RealMYST                                                | macOS                               |
| 2000.      | Speed Devils Online Racing                              | Dreamcast                           |
| 2000.      | Stupid Invaders                                         | Dreamcast                           |
| 2000.      | Stupid Invaders                                         | Microsoft Windows                   |
| 2000.      | Theocracy                                               | Microsoft Windows                   |
| 2000.      | Tom Clancy's Rainbow Six: Rogue Spear: Urban Operations | Microsoft Windows                   |
| 2000.      | Tonic Trouble                                           | Microsoft Windows                   |
| 2000.      | Tonic Trouble                                           | Nintendo 64                         |
| 2001.      | Alex Ferguson's Player Manager 2001                     | PlayStation                         |
| 2001.      | Armored Core 2                                          | PlayStation 2                       |
| 2001.      | Batman: Vengeance                                       | Xbox                                |
| 2001.      | Batman: Vengeance                                       | GameCube                            |
| 2001.      | Batman: Vengeance                                       | PlayStation 2                       |
| 2001.      | Batman: Vengeance                                       | Game Boy Advance                    |
| 2001.      | Batman: Vengeance                                       | Microsoft Windows                   |
| 2001.      | Batman: Gotham City Racer                               | PlayStation                         |
| 2001.      | Batman: Chaos in Gotham                                 | Game Boy Color                      |
| 2001.      | Battle Realms                                           | Microsoft Windows                   |
| 2001.      | Business Tycoon                                         | Microsoft Windows                   |
| 2001.      | Capitalism 2                                            | Microsoft Windows                   |
| 2001.      | Conflict Zone                                           | Microsoft Windows                   |
| 2001.      | Conflict Zone                                           | Dreamcast                           |
| 2001.      | Conflict Zone                                           | PlayStation 2                       |
| 2001.      | Conquest: Frontier Wars                                 | Microsoft Windows                   |
| 2001.      | Dragon Riders: Chronicles of Pern                       | Dreamcast                           |
| 2001.      | Dragon Riders: Chronicles of Pern                       | Microsoft Windows                   |
| 2001.      | Evil Twin: Cyprien's Chronicles                         | Dreamcast                           |
| 2001.      | Evil Twin: Cyprien's Chronicles                         | PlayStation 2                       |
| 2001.      | Evil Twin: Cyprien's Chronicles                         | Microsoft Windows                   |
| 2001.      | F1 Racing Championship                                  | Microsoft Windows                   |
| 2001.      | F1 Racing Championship                                  | PlayStation                         |
| 2001.      | F1 Racing Championship                                  | Nintendo 64                         |
| 2001.      | F1 Racing Championship                                  | PlayStation 2                       |
| 2001.      | F1 Racing Championship                                  | Dreamcast                           |
| 2001.      | Gunfighter: The Legend of Jesse James                   | PlayStation                         |
| 2001.      | IL-2 Sturmovik                                          | Microsoft Windows                   |
| 2001.      | Jade Cocoon 2                                           | PlayStation 2                       |
| 2001.      | Lunar Legend                                            | Game Boy Advance                    |
| 2001.      | Mum's Night Off                                         | PlayStation 2                       |
| 2001.      | Myst III: Exile                                         | Microsoft Windows                   |
| 2001.      | Myst III: Exile                                         | macOS                               |
| 2001.      | Planet of the Apes                                      | PlayStation                         |
| 2001.      | Planet of the Apes                                      | Microsoft Windows                   |
| 2001.      | Purple Elastic                                          | PlayStation                         |
| 2001.      | Purple Elastic                                          | Game Boy Color                      |
| 2001.      | Purple Elastic                                          | Nintendo 64                         |
| 2001.      | Rayman 2: Revolution                                    | PlayStation 2                       |
| 2001.      | Rayman Advance                                          | Game Boy Advance                    |
| 2001.      | Rayman Arena                                            | Microsoft Windows                   |
| 2001.      | Rayman Arena                                            | PlayStation 2                       |
| 2001.      | Sunny Garcia Surfing                                    | PlayStation 2                       |
| 2001.      | Tom Clancy's Ghost Recon                                | Microsoft Windows                   |
| 2001.      | Tom Clancy's Ghost Recon                                | Xbox                                |
| 2001.      | Tom Clancy's Ghost Recon                                | PlayStation 2                       |
| 2001.      | Tom Clancy's Ghost Recon                                | GameCube                            |
| 2001.      | Tom Clancy's Rainbow Six: Rogue Spear: Black Thorn      | Microsoft Windows                   |
| 2001.      | Worms World Party                                       | Microsoft Windows                   |
| 2001.      | Worms World Party                                       | PlayStation                         |
| 2001.      | Worms World Party                                       | Game Boy Advance                    |
| 2001.      | Worms World Party                                       | N-Gage                              |
| 2002.      | Catz 5                                                  | Microsoft Windows                   |
| 2002.      | Chessmaster 9000                                        | Microsoft Windows                   |
| 2002.      | Chessmaster 9000                                        | macOS                               |
| 2002.      | Deathrow                                                | Xbox                                |
| 2002.      | Destroyer Command                                       | Microsoft Windows                   |
| 2002.      | Disney's PK: Out of the Shadows                         | GameCube                            |
| 2002.      | Disney's PK: Out of the Shadows                         | PlayStation 2                       |
| 2002.      | Dogz 5                                                  | Microsoft Windows                   |
| 2002.      | Dogz 5                                                  | Game Boy Advance                    |
| 2002.      | The Elder Scrolls III: Morrowind                        | Microsoft Windows                   |
| 2002.      | The Elder Scrolls III: Morrowind                        | Xbox                                |
| 2002.      | Evolution Worlds                                        | GameCube                            |
| 2002.      | Hooters Road Trip                                       | Microsoft Windows                   |
| 2002.      | Hooters Road Trip                                       | PlayStation                         |
| 2002.      | Ice Age (video game)                                    | Game Boy Advance                    |
| 2002.      | Marcel Desailly Pro Football                            | PlayStation                         |
| 2002.      | Mike Tyson Boxing                                       | Game Boy Advance                    |
| 2002.      | Moto Racer Advance                                      | Game Boy Advance                    |
| 2002.      | Pro Rally 2002                                          | PlayStation 2                       |
| 2002.      | Pro Rally 2002                                          | GameCube                            |
| 2002.      | Rayman Arena                                            | Xbox                                |
| 2002.      | Rayman Arena                                            | PlayStation 2                       |
| 2002.      | Rayman Arena                                            | GameCube                            |
| 2002.      | Rayman Arena                                            | Microsoft Windows                   |
| 2002.      | Rayman Rush                                             | PlayStation                         |
| 2002.      | Rocky                                                   | Game Boy Advance                    |
| 2002.      | Rocky                                                   | GameCube                            |
| 2002.      | Rocky                                                   | PlayStation 2                       |
| 2002.      | Rocky                                                   | Xbox                                |
| 2002.      | The Settlers IV: Mission Pack                           | Microsoft Windows                   |
| 2002.      | The Settlers IV: The Trojans and the Elixir of Power    | Microsoft Windows                   |
| 2002.      | The Sum of All Fears                                    | GameCube                            |
| 2002.      | The Sum of All Fears                                    | Microsoft Windows                   |
| 2002.      | The Sum of All Fears                                    | Game Boy Advance                    |
| 2002.      | Telefoot Manager                                        | PlayStation                         |
| 2002.      | Tom Clancy's Splinter Cell                              | Xbox                                |
| 2002.      | Tom Clancy's Splinter Cell                              | PlayStation 2                       |
| 2002.      | Tom Clancy's Splinter Cell                              | GameCube                            |
| 2002.      | Tom Clancy's Splinter Cell                              | Microsoft Windows                   |
| 2002.      | Warlords Battlecry II                                   | Microsoft Windows                   |
| 2003.      | Ape Escape 2                                            | PlayStation 2                       |
| 2003.      | Batman: Rise of Sin Tzu                                 | Xbox                                |
| 2003.      | Batman: Rise of Sin Tzu                                 | PlayStation 2                       |
| 2003.      | Beyond Good & Evil                                      | Xbox                                |
| 2003.      | Beyond Good & Evil                                      | PlayStation 2                       |
| 2003.      | Beyond Good & Evil                                      | GameCube                            |
| 2003.      | Beyond Good & Evil                                      | Microsoft Windows                   |
| 2003.      | Beyond Good & Evil                                      | PlayStation Network                 |
| 2003.      | Beyond Good & Evil                                      | Xbox Live Arcade                    |
| 2003.      | Catching Granda Jimmy: Battle of the Ages               | PlayStation 2                       |
| 2003.      | Catching Granda Jimmy: Battle of the Ages               | GameCube                            |
| 2003.      | Charlie's Angels                                        | PlayStation 2                       |
| 2003.      | Charlie's Angels                                        | GameCube                            |
| 2003.      | Chessmaster                                             | Xbox                                |
| 2003.      | Chessmaster                                             | PlayStation 2                       |
| 2003.      | Chessmaster                                             | Microsoft Windows                   |
| 2003.      | Crouching Tiger, Hidden Dragon                          | Xbox                                |
| 2003.      | Crouching Tiger, Hidden Dragon                          | PlayStation 2                       |
| 2003.      | Crouching Tiger, Hidden Dragon                          | Game Boy Advance                    |
| 2003.      | CSI: Crime Scene Investigation                          | Microsoft Windows                   |
| 2003.      | CSI: Crime Scene Investigation                          | Xbox                                |
| 2003.      | CSI: Crime Scene Investigation                          | macOS                               |
| 2003.      | Downtown Run                                            | Microsoft Windows                   |
| 2003.      | Downtown Run                                            | PlayStation 2                       |
| 2003.      | Downtown Run                                            | GameCube                            |
| 2003.      | Gunfighter II: Revenge of Jesse James                   | PlayStation 2                       |
| 2003.      | Lock On: Modern Air Combat                              | Microsoft Windows                   |
| 2003.      | Monster 4x4: Masters of Metal                           | PlayStation 2                       |
| 2003.      | Monster 4x4: Masters of Metal                           | GameCube                            |
| 2003.      | Prince of Persia: The Sands of Time                     | PlayStation 2                       |
| 2003.      | Prince of Persia: The Sands of Time                     | Xbox                                |
| 2003.      | Prince of Persia: The Sands of Time                     | GameCube                            |
| 2003.      | Prince of Persia: The Sands of Time                     | Game Boy Advance                    |
| 2003.      | Prince of Persia: The Sands of Time                     | Microsoft Windows                   |
| 2003.      | Rayman 3: Hoodlum Havoc                                 | Xbox                                |
| 2003.      | Rayman 3: Hoodlum Havoc                                 | PlayStation 2                       |
| 2003.      | Rayman 3: Hoodlum Havoc                                 | GameCube                            |
| 2003.      | Rayman 3: Hoodlum Havoc                                 | Microsoft Windows                   |
| 2003.      | Rayman 3: Hoodlum Havoc                                 | Game Boy Advance                    |
| 2003.      | Rayman 3: Hoodlum Havoc                                 | macOS                               |
| 2003.      | Rayman 3: Hoodlum Havoc                                 | N-Gage                              |
| 2003.      | Shadowbane: The Rise of Chaos                           | Microsoft Windows                   |
| 2003.      | Tom Clancy's Ghost Recon: Desert Siege                  | Microsoft Windows                   |
| 2003.      | Tom Clancy's Ghost Recon: Island Thunder                | Xbox                                |
| 2003.      | Tom Clancy's Ghost Recon: Island Thunder                | Microsoft Windows                   |
| 2003.      | Tom Clancy's Rainbow Six 3: Raven Shield                | Microsoft Windows                   |
| 2003.      | Tom Clancy's Rainbow Six 3: Raven Shield                | Xbox                                |
| 2003.      | Tom Clancy's Rainbow Six 3: Raven Shield                | PlayStation 2                       |
| 2003.      | Tom Clancy's Rainbow Six 3: Raven Shield                | GameCube                            |
| 2003.      | Uru: Ages Beyond Myst                                   | Microsoft Windows                   |
| 2003.      | Warlords IV: Heroes of Etheria                          | Microsoft Windows                   |
| 2003.      | Will Rock                                               | Microsoft Windows                   |
| 2003.      | XIII                                                    | Xbox                                |
| 2003.      | XIII                                                    | PlayStation 2                       |
| 2003.      | XIII                                                    | GameCube                            |
| 2003.      | XIII                                                    | Microsoft Windows                   |
| 2004.      | Alexander                                               | Microsoft Windows                   |
| 2004.      | Asphalt Urban GT                                        | Mobile Phones                       |
| 2004.      | Asphalt Urban GT                                        | N-Gage                              |
| 2004.      | Asphalt Urban GT                                        | Nintendo DS                         |
| 2004.      | Advance Guardian Heroes                                 | Game Boy Advance                    |
| 2004.      | Ape Escape: Pumped & Primed                             | PlayStation 2                       |
| 2004.      | Baldur's Gate: Dark Alliance                            | PlayStation 2                       |
| 2004.      | Chessmaster 10th Edition                                | Microsoft Windows                   |
| 2004.      | CSI: Dark Motives                                       | Microsoft Windows                   |
| 2004.      | CSI: Dark Motives                                       | Nintendo DS                         |
| 2004.      | CSI: Miami                                              | Microsoft Windows                   |
| 2004.      | CSI: Miami                                              | iPhone                              |
| 2004.      | The Dukes of Hazzard: Return of the General Lee         | Xbox                                |
| 2004.      | The Dukes of Hazzard: Return of the General Lee         | PlayStation 2                       |
| 2004.      | Far Cry                                                 | Microsoft Windows                   |
| 2004.      | IL-2 Sturmovik: Forgotten Battles Ace Expansion Pack    | Microsoft Windows                   |
| 2004.      | Myst IV: Revelation                                     | Microsoft Windows                   |
| 2004.      | Myst IV: Revelation                                     | macOS                               |
| 2004.      | Pacific Fighters                                        | Microsoft Windows                   |
| 2004.      | The Political Machine                                   | Microsoft Windows                   |
| 2004.      | Prince of Persia: Warrior Within                        | Xbox                                |
| 2004.      | Prince of Persia: Warrior Within                        | PlayStation 2                       |
| 2004.      | Prince of Persia: Warrior Within                        | GameCube                            |
| 2004.      | Prince of Persia: Warrior Within                        | Microsoft Windows                   |
| 2004.      | Rocky Legends                                           | Xbox                                |
| 2004.      | Rocky Legends                                           | PlayStation 2                       |
| 2004.      | Sherlock Holmes: Secret of the Silver Earring           | Microsoft Windows                   |
| 2004.      | Sprung                                                  | Nintendo DS                         |
| 2004.      | Star Wars Trilogy: Apprentice of the Force              | Game Boy Advance                    |
| 2004.      | Tom Clancy's Ghost Recon: Jungle Storm                  | PlayStation 2                       |
| 2004.      | Tom Clancy's Ghost Recon: Jungle Storm                  | N-Gage                              |
| 2004.      | Tom Clancy's Ghost Recon 2                              | Xbox                                |
| 2004.      | Tom Clancy's Ghost Recon 2                              | PlayStation 2                       |
| 2004.      | Tom Clancy's Ghost Recon 2                              | GameCube                            |
| 2004.      | Tom Clancy's Rainbow Six 3: Raven Shield: Athena Sword  | Microsoft Windows                   |
| 2004.      | Tom Clancy's Rainbow Six 3: Black Arrow                 | Xbox                                |
| 2004.      | Tom Clancy's Splinter Cell: Pandora Tomorrow            | Xbox                                |
| 2004.      | Tom Clancy's Splinter Cell: Pandora Tomorrow            | PlayStation 2                       |
| 2004.      | Tom Clancy's Splinter Cell: Pandora Tomorrow            | GameCube                            |
| 2004.      | Tom Clancy's Splinter Cell: Pandora Tomorrow            | Microsoft Windows                   |
| 2004.      | Uru: The Path of the Shell                              | Microsoft Windows                   |
| 2005.      | 187: Ride or Die                                        | PlayStation 2                       |
| 2005.      | 187: Ride or Die                                        | Xbox                                |
| 2005.      | Asphalt 2: Urban GT                                     | N-Gage                              |
| 2005.      | Asphalt 2: Urban GT                                     | Nintendo DS                         |
| 2005.      | Asphalt 2: Urban GT                                     | PlayStation Portable                |
| 2005.      | Brothers in Arms: D-Day                                 | PlayStation Portable                |
| 2005.      | Brothers in Arms: Earned in Blood                       | Microsoft Windows                   |
| 2005.      | Brothers in Arms: Earned in Blood                       | PlayStation 2                       |
| 2005.      | Brothers in Arms: Earned in Blood                       | Xbox                                |
| 2005.      | Brothers in Arms: Road to Hill 30                       | Microsoft Windows                   |
| 2005.      | Brothers in Arms: Road to Hill 30                       | PlayStation 2                       |
| 2005.      | Brothers in Arms: Road to Hill 30                       | Xbox                                |
| 2005.      | Cold Fear                                               | Microsoft Windows                   |
| 2005.      | Cold Fear                                               | Xbox                                |
| 2005.      | Cold Fear                                               | PlayStation 2                       |
| 2005.      | Far Cry Instincts                                       | Xbox                                |
| 2005.      | Flow: Urban Dance Uprising                              | PlayStation 2                       |
| 2005.      | Heroes of the Pacific                                   | PlayStation 2                       |
| 2005.      | Heroes of the Pacific                                   | Microsoft Windows                   |
| 2005.      | Heroes of the Pacific                                   | Xbox                                |
| 2005.      | Battles of Prince of Persia                             | Nintendo DS                         |
| 2005.      | Kutaaa: The Dog of World                                | Game Boy Advance                    |
| 2005.      | Lunar: Dragon Song                                      | Nintendo DS                         |
| 2005.      | Myst V: End of Ages                                     | Microsoft Windows                   |
| 2005.      | Myst V: End of Ages                                     | macOS                               |
| 2005.      | Peter Jackson's King Kong                               | Microsoft Windows                   |
| 2005.      | Peter Jackson's King Kong                               | PlayStation 2                       |
| 2005.      | Peter Jackson's King Kong                               | GameCube                            |
| 2005.      | Peter Jackson's King Kong                               | Xbox                                |
| 2005.      | Peter Jackson's King Kong                               | Xbox 360                            |
| 2005.      | Peter Jackson's King Kong                               | PlayStation Portable                |
| 2005.      | Peter Jackson's King Kong                               | Nintendo DS                         |
| 2005.      | Peter Jackson's King Kong                               | Game Boy Advance                    |
| 2005.      | Prince of Persia: The Two Thrones                       | Xbox                                |
| 2005.      | Prince of Persia: The Two Thrones                       | PlayStation 2                       |
| 2005.      | Prince of Persia: The Two Thrones                       | GameCube                            |
| 2005.      | Prince of Persia: The Two Thrones                       | Microsoft Windows                   |
| 2005.      | Prince of Persia: The Two Thrones                       | macOS                               |
| 2005.      | Prince of Persia: Revelations                           | PlayStation Portable                |
| 2005.      | Rayman DS                                               | Nintendo DS                         |
| 2005.      | Rayman: Hoodlums' Revenge                               | Game Boy Advance                    |
| 2005.      | Silent Hunter III                                       | Microsoft Windows                   |
| 2005.      | Star Wars Episode III: Revenge of the Sith              | PlayStation 2                       |
| 2005.      | Star Wars Episode III: Revenge of the Sith              | Xbox                                |
| 2005.      | Star Wars Episode III: Revenge of the Sith              | Game Boy Advance                    |
| 2005.      | The Settlers: Heritage of Kings                         | Microsoft Windows                   |
| 2005.      | Tom Clancy's Ghost Recon 2: Summit Strike               | Xbox                                |
| 2005.      | Tom Clancy's Rainbow Six 3: Raven Shield: Iron Wrath    | Microsoft Windows                   |
| 2005.      | Tom Clancy's Rainbow Six: Lockdown                      | Xbox                                |
| 2005.      | Tom Clancy's Rainbow Six: Lockdown                      | PlayStation 2                       |
| 2005.      | Tom Clancy's Rainbow Six: Lockdown                      | GameCube                            |
| 2005.      | Tom Clancy's Rainbow Six: Lockdown                      | Microsoft Windows                   |
| 2005.      | Tom Clancy's Splinter Cell: Chaos Theory                | Xbox                                |
| 2005.      | Tom Clancy's Splinter Cell: Chaos Theory                | PlayStation 2                       |
| 2005.      | Tom Clancy's Splinter Cell: Chaos Theory                | GameCube                            |
| 2005.      | Tom Clancy's Splinter Cell: Chaos Theory                | Microsoft Windows                   |
| 2005.      | Tork: Prehistoric Punk                                  | Xbox                                |
| 2005.      | Trollz: Hair Affair!                                    | Game Boy Advance                    |
| 2005.      | Winnie the Pooh's Rumbly Tumbly Adventure               | Game Boy Advance                    |
| 2005.      | Winnie the Pooh's Rumbly Tumbly Adventure               | GameCube                            |
| 2005.      | Winnie the Pooh's Rumbly Tumbly Adventure               | PlayStation 2                       |
| 2005.      | Yohoho! Puzzle Pirates                                  | Microsoft Windows                   |
| 2006.      | America's Army: Rise of a Soldier                       | Xbox                                |
| 2006.      | AND 1 Streetball                                        | PlayStation 2                       |
| 2006.      | AND 1 Streetball                                        | Xbox                                |
| 2006.      | Astonishia Story                                        | PlayStation Portable                |
| 2006.      | Blazing Angels                                          | Xbox                                |
| 2006.      | Blazing Angels                                          | Xbox 360                            |
| 2006.      | Blazing Angels                                          | PlayStation 3                       |
| 2006.      | Blazing Angels                                          | Microsoft Windows                   |
| 2006.      | Blazing Angels                                          | Wii                                 |
| 2006.      | Call of Juarez                                          | Microsoft Windows                   |
| 2006.      | Call of Juarez                                          | Xbox 360                            |
| 2006.      | CSI: 3 Dimensions of Murder                             | Microsoft Windows                   |
| 2006.      | CSI: 3 Dimensions of Murder                             | PlayStation 2                       |
| 2006.      | Dark Messiah of Might and Magic                         | Microsoft Windows                   |
| 2006.      | Devil May Cry 3                                         | Microsoft Windows                   |
| 2006.      | Enchanted Arms                                          | Xbox 360                            |
| 2006.      | Enchanted Arms                                          | PlayStation 3                       |
| 2006.      | Faces of War                                            | Microsoft Windows                   |
| 2006.      | Far Cry Instincts Evolution                             | Xbox                                |
| 2006.      | Far Cry Instincts Predator                              | Xbox 360                            |
| 2006.      | Far Cry: Vengeance                                      | Wii                                 |
| 2006.      | GT Pro Series                                           | Wii                                 |
| 2006.      | Heroes of Might and Magic V                             | Microsoft Windows                   |
| 2006.      | Heroes of Might and Magic V                             | macOS                               |
| 2006.      | Heroes of Might and Magic V: Hammers of Fate            | Microsoft Windows                   |
| 2006.      | Import Tuner Challenge                                  | Xbox 360                            |
| 2006.      | Lost Magic                                              | Nintendo DS                         |
| 2006.      | Monster 4x4 World Circuit                               | Wii                                 |
| 2006.      | Open Season                                             | Wii                                 |
| 2006.      | Open Season                                             | PlayStation 2                       |
| 2006.      | Open Season                                             | PlayStation Portable                |
| 2006.      | Open Season                                             | Microsoft Windows                   |
| 2006.      | Open Season                                             | Game Boy Advance                    |
| 2006.      | Open Season                                             | Xbox 360                            |
| 2006.      | Open Season                                             | Xbox                                |
| 2006.      | Open Season                                             | Nintendo DS                         |
| 2006.      | Open Season                                             | GameCube                            |
| 2006.      | Paradise                                                | Microsoft Windows                   |
| 2006.      | Rayman Raving Rabbids                                   | Wii                                 |
| 2006.      | Rayman Raving Rabbids                                   | Game Boy Advance                    |
| 2006.      | Rayman Raving Rabbids                                   | PlayStation 2                       |
| 2006.      | Rayman Raving Rabbids                                   | Nintendo DS                         |
| 2006.      | Rayman Raving Rabbids                                   | Microsoft Windows                   |
| 2006.      | Rayman Raving Rabbids                                   | Xbox 360                            |
| 2006.      | Red Steel                                               | Wii                                 |
| 2006.      | Star Wars: Lethal Alliance                              | PlayStation Portable                |
| 2006.      | Star Wars: Lethal Alliance                              | Nintendo DS                         |
| 2006.      | Street Riders                                           | PlayStation Portable                |
| 2006.      | Tom Clancy's Ghost Recon Advanced Warfighter            | Xbox                                |
| 2006.      | Tom Clancy's Ghost Recon Advanced Warfighter            | Xbox 360                            |
| 2006.      | Tom Clancy's Ghost Recon Advanced Warfighter            | Microsoft Windows                   |
| 2006.      | Tom Clancy's Ghost Recon Advanced Warfighter            | PlayStation 2                       |
| 2006.      | Tom Clancy's Rainbow Six: Critical Hour                 | Xbox                                |
| 2006.      | Tom Clancy's Rainbow Six: Vegas                         | Xbox 360                            |
| 2006.      | Tom Clancy's Rainbow Six: Vegas                         | Microsoft Windows                   |
| 2006.      | Tom Clancy's Rainbow Six: Vegas                         | PlayStation 3                       |
| 2006.      | Tom Clancy's Rainbow Six: Vegas                         | PlayStation Portable                |
| 2006.      | Tom Clancy's Splinter Cell: Essentials                  | PlayStation Portable                |
| 2006.      | Tom Clancy's Splinter Cell: Double Agent                | Xbox                                |
| 2006.      | Tom Clancy's Splinter Cell: Double Agent                | PlayStation 2                       |
| 2006.      | Tom Clancy's Splinter Cell: Double Agent                | Microsoft Windows                   |
| 2006.      | Tom Clancy's Splinter Cell: Double Agent                | Xbox 360                            |
| 2006.      | Tom Clancy's Splinter Cell: Double Agent                | GameCube                            |
| 2006.      | Tom Clancy's Splinter Cell: Double Agent                | Wii                                 |
| 2007.      | Assassin's Creed                                        | PlayStation 3                       |
| 2007.      | Assassin's Creed                                        | Xbox 360                            |
| 2007.      | Assassin's Creed                                        | Microsoft Windows                   |
| 2007.      | America's Army: True Soldiers                           | Xbox 360                            |
| 2007.      | Beowulf: The Game                                       | Microsoft Windows                   |
| 2007.      | Beowulf: The Game                                       | PlayStation 3                       |
| 2007.      | Beowulf: The Game                                       | Xbox 360                            |
| 2007.      | Beowulf: The Game                                       | PlayStation Portable                |
| 2007.      | Blazing Angels 2: Secret Missions of WWII               | PlayStation 3                       |
| 2007.      | Blazing Angels 2: Secret Missions of WWII               | Xbox 360                            |
| 2007.      | Blazing Angels 2: Secret Missions of WWII               | Microsoft Windows                   |
| 2007.      | CSI: Hard Evidence                                      | Microsoft Windows                   |
| 2007.      | CSI: Hard Evidence                                      | Xbox 360                            |
| 2007.      | CSI: Hard Evidence                                      | Wii                                 |
| 2007.      | The Dog Island                                          | Wii                                 |
| 2007.      | The Dog Island                                          | PlayStation 2                       |
| 2007.      | Driver: Parallel Lines                                  | Microsoft Windows                   |
| 2007.      | Driver: Parallel Lines                                  | Wii                                 |
| 2007.      | Driver 76                                               | PlayStation Portable                |
| 2007.      | Heroes of Might and Magic V: Tribes of the East         | Microsoft Windows                   |
| 2007.      | Imagine: Animal Doctor                                  | Nintendo DS                         |
| 2007.      | Imagine: Babyz                                          | Nintendo DS                         |
| 2007.      | Imagine: Fashion Designer                               | Nintendo DS                         |
| 2007.      | Imagine: Figure Skater                                  | Nintendo DS                         |
| 2007.      | Imagine: Master Chef                                    | Nintendo DS                         |
| 2007.      | My French Coach                                         | Nintendo DS                         |
| 2007.      | My French Coach                                         | Wii                                 |
| 2007.      | My French Coach Level 2: Intermediate                   | Nintendo DS                         |
| 2007.      | My Spanish Coach                                        | Nintendo DS                         |
| 2007.      | My Spanish Coach                                        | Wii                                 |
| 2007.      | My Spanish Coach                                        | PlayStation Portable                |
| 2007.      | My Spanish Coach Level 2: Intermediate                  | Nintendo DS                         |
| 2007.      | My Word Coach                                           | Nintendo DS                         |
| 2007.      | My Word Coach                                           | Wii                                 |
| 2007.      | My Dutch Coach                                          | Nintendo DS                         |
| 2007.      | Naruto: Rise of a Ninja                                 | Xbox 360                            |
| 2007.      | No More Heroes                                          | Wii                                 |
| 2007.      | Petz Dogz 2                                             | Wii                                 |
| 2007.      | Petz Dogz 2                                             | PlayStation 2                       |
| 2007.      | Petz Catz 2                                             | Wii                                 |
| 2007.      | Petz Catz 2                                             | PlayStation 2                       |
| 2007.      | Prince of Persia: Rival Swords                          | Wii                                 |
| 2007.      | Prince of Persia: Rival Swords                          | PlayStation Portable                |
| 2007.      | Prince of Persia Classic                                | Xbox 360                            |
| 2007.      | Prince of Persia Classic                                | iOS                                 |
| 2007.      | Pawly Pets: My Animal Hospital                          | Microsoft Windows                   |
| 2007.      | Rayman Raving Rabbids 2                                 | Wii                                 |
| 2007.      | Rayman Raving Rabbids 2                                 | Nintendo DS                         |
| 2007.      | Real Football 2008.                                     | Nintendo DS                         |
| 2007.      | Resident Evil 4                                         | Microsoft Windows                   |
| 2007.      | Rocky Balboa                                            | PlayStation Portable                |
| 2007.      | Silent Hunter 4: Wolves of the Pacific                  | Microsoft Windows                   |
| 2007.      | Surf's Up                                               | Xbox 360                            |
| 2007.      | Surf's Up                                               | PlayStation 3                       |
| 2007.      | Surf's Up                                               | Wii                                 |
| 2007.      | Surf's Up                                               | PlayStation Portable                |
| 2007.      | Surf's Up                                               | PlayStation 2                       |
| 2007.      | Surf's Up                                               | GameCube                            |
| 2007.      | Surf's Up                                               | Nintendo DS                         |
| 2007.      | Surf's Up                                               | Game Boy Advance                    |
| 2007.      | Surf's Up                                               | Microsoft Windows                   |
| 2007.      | The Settlers II 10th Anniversary                        | Microsoft Windows                   |
| 2007.      | The Settlers: Rise of an Empire                         | Microsoft Windows                   |
| 2007.      | Tom Clancy's Ghost Recon Advanced Warfighter 2          | Xbox 360                            |
| 2007.      | Tom Clancy's Ghost Recon Advanced Warfighter 2          | PlayStation 3                       |
| 2007.      | Tom Clancy's Ghost Recon Advanced Warfighter 2          | Microsoft Windows                   |
| 2007.      | TMNT                                                    | Xbox 360                            |
| 2007.      | TMNT                                                    | PlayStation 2                       |
| 2007.      | TMNT                                                    | PlayStation 3                       |
| 2007.      | TMNT                                                    | PlayStation Portable                |
| 2007.      | TMNT                                                    | Game Boy Advance                    |
| 2007.      | TMNT                                                    | GameCube                            |
| 2007.      | TMNT                                                    | Nintendo DS                         |
| 2007.      | TMNT                                                    | Wii                                 |
| 2007.      | TMNT                                                    | Microsoft Windows                   |
| 2007.      | World in Conflict                                       | Microsoft Windows                   |
| 2008.      | Armored Core: For Answer                                | PlayStation 3                       |
| 2008.      | Armored Core: For Answer                                | Xbox 360                            |
| 2008.      | Armored Core: For Answer                                | PlayStation 3                       |
| 2008.      | Armored Core: For Answer                                | Xbox 360                            |
| 2008.      | Battle of Giants: Dinosaurs                             | Nintendo DS                         |
| 2008.      | Brothers in Arms: Hell's Highway                        | Microsoft Windows                   |
| 2008.      | Brothers in Arms: Hell's Highway                        | PlayStation 3                       |
| 2008.      | Brothers in Arms: Hell's Highway                        | Xbox 360                            |
| 2008.      | Cesar Millan's The Dog Whisperer                        | Nintendo DS                         |
| 2008.      | Cesar Millan's The Dog Whisperer                        | Microsoft Windows                   |
| 2008.      | Circus Games                                            | Wii                                 |
| 2008.      | CSI: NY                                                 | Microsoft Windows                   |
| 2008.      | Dark Messiah of Might and Magic: Elements               | Xbox 360                            |
| 2008.      | Emergency Heroes                                        | Wii                                 |
| 2008.      | Ener-G                                                  | Nintendo DS                         |
| 2008.      | Far Cry 2                                               | Microsoft Windows                   |
| 2008.      | Far Cry 2                                               | PlayStation 3                       |
| 2008.      | Far Cry 2                                               | Xbox 360                            |
| 2008.      | Haze                                                    | PlayStation 3                       |
| 2008.      | Imagine: Fashion Party                                  | Wii                                 |
| 2008.      | Imagine: Party Babyz                                    | Wii                                 |
| 2008.      | Lost: Via Domus                                         | Microsoft Windows                   |
| 2008.      | Lost: Via Domus                                         | PlayStation 3                       |
| 2008.      | Lost: Via Domus                                         | Xbox 360                            |
| 2008.      | Movie Games                                             | Wii                                 |
| 2008.      | My Fun Facts Coach                                      | Nintendo DS                         |
| 2008.      | My Japanese Coach                                       | Nintendo DS                         |
| 2008.      | My Chinese Coach                                        | Nintendo DS                         |
| 2008.      | My Life Coach                                           | Nintendo DS                         |
| 2008.      | My SAT Coach                                            | Nintendo DS                         |
| 2008.      | My Weight Loss Coach                                    | Nintendo DS                         |
| 2008.      | Naruto: The Broken Bond                                 | Xbox 360                            |
| 2008.      | Petz: Crazy Monkeyz                                     | Wii                                 |
| 2008.      | Petz: Horsez Club                                       | Wii                                 |
| 2008.      | Petz: Rescue Wildlife Vet                               | Wii                                 |
| 2008.      | Petz Sports: Dog Playground                             | Wii                                 |
| 2008.      | Prince of Persia                                        | Xbox 360                            |
| 2008.      | Prince of Persia                                        | PlayStation 3                       |
| 2008.      | Prince of Persia                                        | Microsoft Windows                   |
| 2008.      | Prince of Persia                                        | macOS                               |
| 2008.      | Rayman Raving Rabbids TV Party                          | Wii                                 |
| 2008.      | Rayman Raving Rabbids TV Party                          | Nintendo DS                         |
| 2008.      | Shaun White Snowboarding                                | Wii                                 |
| 2008.      | Shaun White Snowboarding                                | PlayStation 3                       |
| 2008.      | Shaun White Snowboarding                                | Xbox 360                            |
| 2008.      | Shaun White Snowboarding                                | Microsoft Windows                   |
| 2008.      | Silent Hunter IV: U-Boat Mission                        | Microsoft Windows                   |
| 2008.      | Tom Clancy's EndWar                                     | Xbox 360                            |
| 2008.      | Tom Clancy's EndWar                                     | PlayStation 3                       |
| 2008.      | Tom Clancy's EndWar                                     | Nintendo DS                         |
| 2008.      | Tom Clancy's EndWar                                     | PlayStation Portable                |
| 2008.      | Tom Clancy's EndWar                                     | Microsoft Windows                   |
| 2008.      | Totally Spies! Totally Party                            | Microsoft Windows                   |
| 2008.      | Totally Spies! Totally Party                            | Wii                                 |
| 2008.      | Totally Spies! Totally Party                            | PlayStation 2                       |
| 2008.      | Tom Clancy's Rainbow Six: Vegas 2                       | Xbox 360                            |
| 2008.      | Tom Clancy's Rainbow Six: Vegas 2                       | Microsoft Windows                   |
| 2008.      | Tom Clancy's Rainbow Six: Vegas 2                       | PlayStation 3                       |
| 2008.      | TV Show King Party                                      | Wii                                 |
| 2009.      | Academy of Champions                                    | Wii                                 |
| 2009.      | Anno 1404                                               | Microsoft Windows                   |
| 2009.      | Anno 1404                                               | Wii                                 |
| 2009.      | Anno 1404                                               | Nintendo DS                         |
| 2009.      | Assassin's Creed II                                     | PlayStation 3                       |
| 2009.      | Assassin's Creed II                                     | Xbox 360                            |
| 2009.      | Assassin's Creed II                                     | Microsoft Windows                   |
| 2009.      | Assassin's Creed II                                     | macOS                               |
| 2009.      | Assassin's Creed: Bloodlines                            | PlayStation Portable                |
| 2009.      | Assassin's Creed: Altaïr's Chronicles                   | Nintendo DS                         |
| 2009.      | Assassin's Creed: Altaïr's Chronicles                   | iOS                                 |
| 2009.      | Assassin's Creed: Altaïr's Chronicles                   | WebOS                               |
| 2009.      | Assassin's Creed: Altaïr's Chronicles                   | Microsoft Windows Phone             |
| 2009.      | Asterix: These Romans Are Crazy!                        | Nintendo DS                         |
| 2009.      | Battle of Giants: Dragons                               | Nintendo DS                         |
| 2009.      | C.O.P.: The Recruit                                     | Nintendo DS                         |
| 2009.      | Call of Juarez: Bound in Blood                          | Microsoft Windows                   |
| 2009.      | Call of Juarez: Bound in Blood                          | Xbox 360                            |
| 2009.      | Call of Juarez: Bound in Blood                          | PlayStation 3                       |
| 2009.      | Cloudy with a Chance of Meatballs                       | Microsoft Windows                   |
| 2009.      | Cloudy with a Chance of Meatballs                       | Xbox 360                            |
| 2009.      | Cloudy with a Chance of Meatballs                       | Wii                                 |
| 2009.      | Cloudy with a Chance of Meatballs                       | PlayStation 3                       |
| 2009.      | Cloudy with a Chance of Meatballs                       | Nintendo DS                         |
| 2009.      | Cloudy with a Chance of Meatballs                       | PlayStation Portable                |
| 2009.      | Cover Girl                                              | PlayStation Portable                |
| 2009.      | CSI: Deadly Intent                                      | Microsoft Windows                   |
| 2009.      | CSI: Deadly Intent                                      | Xbox 360                            |
| 2009.      | CSI: Deadly Intent                                      | Wii                                 |
| 2009.      | CSI: Deadly Intent                                      | Nintendo DS                         |
| 2009.      | Grey's Anatomy: The Video Game                          | Microsoft Windows                   |
| 2009.      | Grey's Anatomy: The Video Game                          | Wii                                 |
| 2009.      | Grey's Anatomy: The Video Game                          | Nintendo DS                         |
| 2009.      | Hamsterz Life 2                                         | Nintendo DS                         |
| 2009.      | Heroes Over Europe                                      | PlayStation 3                       |
| 2009.      | Heroes Over Europe                                      | Microsoft Windows                   |
| 2009.      | Heroes Over Europe                                      | Xbox 360                            |
| 2009.      | Imagine: Gymnast                                        | Nintendo DS                         |
| 2009.      | James Cameron's Avatar: The Game                        | Xbox 360                            |
| 2009.      | James Cameron's Avatar: The Game                        | PlayStation 3                       |
| 2009.      | James Cameron's Avatar: The Game                        | PlayStation Portable                |
| 2009.      | James Cameron's Avatar: The Game                        | Nintendo DS                         |
| 2009.      | James Cameron's Avatar: The Game                        | Wii                                 |
| 2009.      | James Cameron's Avatar: The Game                        | Microsoft Windows                   |
| 2009.      | Just Dance                                              | Wii                                 |
| 2009.      | Just Dance Kids                                         | Wii                                 |
| 2009.      | Just Dance Kids                                         | PlayStation 3                       |
| 2009.      | Just Dance Kids                                         | Xbox 360                            |
| 2009.      | Rabbids Go Home                                         | Wii                                 |
| 2009.      | Rabbids Go Home                                         | Nintendo DS                         |
| 2009.      | Shaun White Snowboarding: World Stage                   | Wii                                 |
| 2009.      | Style Lab: Makeover                                     | Nintendo DS                         |
| 2009.      | Tenchu: Shadow Assassins                                | Wii                                 |
| 2009.      | Tenchu: Shadow Assassins                                | PlayStation Portable                |
| 2009.      | Tom Clancy's H.A.W.X                                    | Microsoft Windows                   |
| 2009.      | Tom Clancy's H.A.W.X                                    | Xbox 360                            |
| 2009.      | Tom Clancy's H.A.W.X                                    | PlayStation 3                       |
| 2009.      | Teenage Mutant Ninja Turtles: Smash-Up                  | Wii                                 |
| 2009.      | Teenage Mutant Ninja Turtles: Smash-Up                  | PlayStation 2                       |
| 2009.      | Velvet Assassin                                         | Xbox 360                            |
| 2009.      | Velvet Assassin                                         | Microsoft Windows                   |
| 2009.      | Velvet Assassin                                         | macOS                               |
| 2009.      | Wheelman                                                | Microsoft Windows                   |
| 2009.      | Wheelman                                                | Xbox 360                            |
| 2009.      | Wheelman                                                | PlayStation 3                       |
| 2009.      | World in Conflict: Soviet Assault                       | Microsoft Windows                   |
| 2009.      | Your Shape                                              | Wii                                 |
| 2010.      | Assassin's Creed: Brotherhood                           | PlayStation 3                       |
| 2010.      | Assassin's Creed: Brotherhood                           | Xbox 360                            |
| 2010.      | Assassin's Creed: Brotherhood                           | Microsoft Windows                   |
| 2010.      | Assassin's Creed: Brotherhood                           | macOS                               |
| 2010.      | Battle Tag                                              | Laser tag                           |
| 2010.      | Battle of Giants: Dinosaurs Fight for Survival          | Nintendo DS                         |
| 2010.      | Battle of Giants: Mutant Insects                        | Nintendo DS                         |
| 2010.      | Battle of Giants: Mutant Insects Revenge                | Nintendo DS                         |
| 2010.      | CSI: Fatal Conspiracy                                   | Microsoft Windows                   |
| 2010.      | CSI: Fatal Conspiracy                                   | Xbox 360                            |
| 2010.      | CSI: Fatal Conspiracy                                   | PlayStation 3                       |
| 2010.      | CSI: Fatal Conspiracy                                   | Wii                                 |
| 2010.      | Dance on Broadway                                       | Wii                                 |
| 2010.      | Dance on Broadway                                       | PlayStation 3                       |
| 2010.      | Just Dance 2                                            | Wii                                 |
| 2010.      | Michael Jackson: The Experience                         | Wii                                 |
| 2010.      | Michael Jackson: The Experience                         | Nintendo DS                         |
| 2010.      | Michael Jackson: The Experience                         | PlayStation Portable                |
| 2010.      | Michael Jackson: The Experience                         | Xbox 360 Kinect                     |
| 2010.      | Michael Jackson: The Experience                         | PlayStation Move                    |
| 2010.      | No More Heroes 2: Desperate Struggle                    | Wii                                 |
| 2010.      | Prince of Persia                                        | iOS                                 |
| 2010.      | Prince of Persia                                        | Wii                                 |
| 2010.      | Prince of Persia                                        | Nintendo 3DS                        |
| 2010.      | Prince of Persia: The Forgotten Sands                   | Xbox 360                            |
| 2010.      | Prince of Persia: The Forgotten Sands                   | PlayStation 3                       |
| 2010.      | Prince of Persia: The Forgotten Sands                   | Wii                                 |
| 2010.      | Prince of Persia: The Forgotten Sands                   | PlayStation Portable                |
| 2010.      | Prince of Persia: The Forgotten Sands                   | Nintendo DS                         |
| 2010.      | Prince of Persia: The Forgotten Sands                   | Microsoft Windows                   |
| 2010.      | Racket Sports                                           | PlayStation 3                       |
| 2010.      | Racket Sports                                           | PlayStation Move                    |
| 2010.      | Raving Rabbids Travel In Time                           | Wii                                 |
| 2010.      | Raving Rabbids Travel In Time                           | Nintendo 3DS                        |
| 2010.      | Red Record: Ryan Duguid's Story                         | Xbox                                |
| 2010.      | Red Steel 2                                             | Wii                                 |
| 2010.      | R.U.S.E.                                                | Wii                                 |
| 2010.      | R.U.S.E.                                                | Xbox 360                            |
| 2010.      | R.U.S.E.                                                | PlayStation 3                       |
| 2010.      | R.U.S.E.                                                | Microsoft Windows                   |
| 2010.      | R.U.S.E.                                                | macOS                               |
| 2010.      | Scott Pilgrim vs. the World: The Game                   | PlayStation Network                 |
| 2010.      | Scott Pilgrim vs. the World: The Game                   | Xbox Live Arcade                    |
| 2010.      | Shaun White Skateboarding                               | Wii                                 |
| 2010.      | Shaun White Skateboarding                               | PlayStation 3                       |
| 2010.      | Shaun White Skateboarding                               | Xbox 360                            |
| 2010.      | Shaun White Skateboarding                               | Microsoft Windows                   |
| 2010.      | The Settlers 7: Paths to a Kingdom                      | Microsoft Windows                   |
| 2010.      | The Settlers 7: Paths to a Kingdom                      | macOS                               |
| 2010.      | Tom Clancy's H.A.W.X 2                                  | Microsoft Windows                   |
| 2010.      | Tom Clancy's H.A.W.X 2                                  | Xbox 360                            |
| 2010.      | Tom Clancy's H.A.W.X 2                                  | PlayStation 3                       |
| 2010.      | Tom Clancy's Ghost Recon Predator                       | PlayStation Portable                |
| 2010.      | Tom Clancy's Splinter Cell: Conviction                  | Microsoft Windows                   |
| 2010.      | Tom Clancy's Splinter Cell: Conviction                  | Xbox 360                            |
| 2011.      | The Adventures of Tintin: The Secret of the Unicorn     | Microsoft Windows                   |
| 2011.      | The Adventures of Tintin: The Secret of the Unicorn     | iOS                                 |
| 2011.      | The Adventures of Tintin: The Secret of the Unicorn     | Nintendo 3DS                        |
| 2011.      | The Adventures of Tintin: The Secret of the Unicorn     | PlayStation 3                       |
| 2011.      | The Adventures of Tintin: The Secret of the Unicorn     | Wii                                 |
| 2011.      | The Adventures of Tintin: The Secret of the Unicorn     | Xbox 360                            |
| 2011.      | ABBA: You Can Dance                                     | Wii                                 |
| 2011.      | Animaniacs                                              | Wii                                 |
| 2011.      | Anno 2070                                               | Microsoft Windows                   |
| 2011.      | Assassin's Creed: Revelations                           | PlayStation 3                       |
| 2011.      | Assassin's Creed: Revelations                           | Xbox 360                            |
| 2011.      | Assassin's Creed: Revelations                           | Microsoft Windows                   |
| 2011.      | Call of Juarez: The Cartel                              | Microsoft Windows                   |
| 2011.      | Call of Juarez: The Cartel                              | Xbox 360                            |
| 2011.      | Call of Juarez: The Cartel                              | PlayStation 3                       |
| 2011.      | Cubic Ninja                                             | Nintendo 3DS                        |
| 2011.      | Driver: Renegade 3D                                     | Nintendo 3DS                        |
| 2011.      | Driver: San Francisco                                   | macOS                               |
| 2011.      | Driver: San Francisco                                   | Microsoft Windows                   |
| 2011.      | Driver: San Francisco                                   | PlayStation 3                       |
| 2011.      | Driver: San Francisco                                   | Xbox 360                            |
| 2011.      | Driver: San Francisco                                   | Wii                                 |
| 2011.      | Driver: San Francisco                                   | Nintendo 3DS                        |
| 2011.      | Dungeon Hunter: Alliance                                | PlayStation 3                       |
| 2011.      | Dungeon Hunter: Alliance                                | PlayStation Vita                    |
| 2011.      | From Dust                                               | Microsoft Windows                   |
| 2011.      | From Dust                                               | PlayStation Network                 |
| 2011.      | From Dust                                               | Xbox Live Arcade                    |
| 2011.      | IL-2 Sturmovik: Cliffs of Dover                         | Microsoft Windows                   |
| 2011.      | James Noir's Hollywood Crimes                           | Nintendo 3DS                        |
| 2011.      | James Noir's Hollywood Crimes                           | iOS                                 |
| 2011.      | Just Dance Summer Party                                 | Wii                                 |
| 2011.      | Just Dance 3                                            | Wii                                 |
| 2011.      | Just Dance 3                                            | PlayStation 3                       |
| 2011.      | Just Dance 3                                            | Xbox 360                            |
| 2011.      | Just Dance Kids 2                                       | Wii                                 |
| 2011.      | Just Dance Kids 2                                       | PlayStation 3                       |
| 2011.      | Just Dance Kids 2                                       | Xbox 360                            |
| 2011.      | Might & Magic: Heroes VI                                | Microsoft Windows                   |
| 2011.      | NCIS: The Game                                          | Microsoft Windows                   |
| 2011.      | NCIS: The Game                                          | PlayStation 3                       |
| 2011.      | NCIS: The Game                                          | Xbox 360                            |
| 2011.      | Outland                                                 | PlayStation Network                 |
| 2011.      | Outland                                                 | Xbox Live Arcade                    |
| 2011.      | Rabbids Go Home 2: World Tour Crazy Adventures          | Nintendo 3DS                        |
| 2011.      | Raving Rabbids Alive & Kicking                          | Xbox 360                            |
| 2011.      | Rayman 3D                                               | Nintendo 3DS                        |
| 2011.      | Rayman Origins                                          | PlayStation 3                       |
| 2011.      | Rayman Origins                                          | Xbox 360                            |
| 2011.      | Rayman Origins                                          | Wii                                 |
| 2011.      | Rayman Origins                                          | Nintendo 3DS                        |
| 2011.      | Rayman Origins                                          | PlayStation Vita                    |
| 2011.      | Rayman Origins                                          | Microsoft Windows                   |
| 2011.      | The Smurfs                                              | Wii                                 |
| 2011.      | The Smurfs                                              | Nintendo DS                         |
| 2011.      | The Smurfs                                              | Nintendo 3DS                        |
| 2011.      | The Smurfs Dance Party                                  | Wii                                 |
| 2011.      | Tom Clancy's Ghost Recon: Shadow Wars                   | Nintendo 3DS                        |
| 2011.      | Zeit²                                                   | Xbox 360                            |
| 2011.      | Zeit²                                                   | Microsoft Windows                   |
| 2012.      | Assassin's Creed III                                    | PlayStation 3                       |
| 2012.      | Assassin's Creed III                                    | Xbox 360                            |
| 2012.      | Assassin's Creed III                                    | Microsoft Windows                   |
| 2012.      | Assassin's Creed III                                    | Wii U                               |
| 2012.      | Assassin's Creed III: Liberation                        | PlayStation Vita                    |
| 2012.      | Babel Rising 3D                                         | PlayStation 3                       |
| 2012.      | Babel Rising 3D                                         | Xbox 360                            |
| 2012.      | Babel Rising 3D                                         | Microsoft Windows                   |
| 2012.      | ESPN Sports Connection                                  | Wii U                               |
| 2012.      | Far Cry 3                                               | Microsoft Windows                   |
| 2012.      | Far Cry 3                                               | PlayStation 3                       |
| 2012.      | Far Cry 3                                               | Xbox 360                            |
| 2012.      | I Am Alive                                              | Xbox 360                            |
| 2012.      | I Am Alive                                              | PlayStation 3                       |
| 2012.      | I Am Alive                                              | Microsoft Windows                   |
| 2012.      | I Am Alive                                              | Xbox Live Arcade                    |
| 2012.      | I Am Alive                                              | PlayStation Network                 |
| 2012.      | Just Dance: Best Of                                     | Wii                                 |
| 2012.      | Just Dance: Best Of                                     | PlayStation 3                       |
| 2012.      | Just Dance: Best Of                                     | Xbox 360                            |
| 2012.      | Just Dance 4                                            | Wii                                 |
| 2012.      | Just Dance 4                                            | PlayStation 3                       |
| 2012.      | Just Dance 4                                            | Xbox 360                            |
| 2012.      | Just Dance 4                                            | Wii U                               |
| 2012.      | Lumines Electronic Symphony                             | PlayStation Vita                    |
| 2012.      | Marvel Avengers: Battle for Earth                       | Xbox 360                            |
| 2012.      | Marvel Avengers: Battle for Earth                       | Wii U                               |
| 2012.      | Mad Riders                                              | Microsoft Windows                   |
| 2012.      | Mad Riders                                              | PlayStation 3                       |
| 2012.      | Mad Riders                                              | Xbox 360                            |
| 2012.      | Rocksmith                                               | Xbox 360                            |
| 2012.      | Rocksmith                                               | PlayStation 3                       |
| 2012.      | Rocksmith                                               | PlayStation 4                       |
| 2012.      | Rocksmith                                               | Microsoft Windows                   |
| 2012.      | Rocksmith                                               | macOS                               |
| 2012.      | Shoot Many Robots                                       | PlayStation 3                       |
| 2012.      | Shoot Many Robots                                       | Xbox 360                            |
| 2012.      | Shoot Many Robots                                       | Microsoft Windows                   |
| 2012.      | Monster 4x4                                             | Nintendo 3DS                        |
| 2012.      | Rabbids Matter of Party                                 | Wii                                 |
| 2012.      | Rabbids Matter of Party                                 | PlayStation Vita                    |
| 2012.      | Rabbids Matter of Party                                 | Nintendo 3DS                        |
| 2012.      | Rabbids Land                                            | Wii U                               |
| 2012.      | Rabbids Rumble                                          | Nintendo 3DS                        |
| 2012.      | The Expendables 2: The Video Game                       | PlayStation 3                       |
| 2012.      | The Expendables 2: The Video Game                       | Xbox 360                            |
| 2012.      | The Expendables 2: The Video Game                       | Microsoft Windows                   |
| 2012.      | The Hip Hop Dance Experience                            | Xbox 360                            |
| 2012.      | The Hip Hop Dance Experience                            | Wii                                 |
| 2012.      | Tom Clancy's Ghost Recon: Future Soldier                | Xbox 360                            |
| 2012.      | Tom Clancy's Ghost Recon: Future Soldier                | PlayStation 3                       |
| 2012.      | Tom Clancy's Ghost Recon: Future Soldier                | Microsoft Windows                   |
| 2012.      | Tom Clancy's Ghost Recon Online                         | Microsoft Windows                   |
| 2012.      | Tom Clancy's Ghost Recon Online                         | Wii U                               |
| 2012.      | Trials Evolution                                        | Xbox Live Arcade                    |
| 2012.      | War World                                               | Microsoft Windows                   |
| 2012.      | Your Shape: Fitness Evolved 2012                        | Xbox 360                            |
| 2012.      | ZombiU                                                  | Wii U                               |
| 2013.      | Assassin's Creed IV: Black Flag                         | Microsoft Windows                   |
| 2013.      | Assassin's Creed IV: Black Flag                         | PlayStation 3                       |
| 2013.      | Assassin's Creed IV: Black Flag                         | PlayStation 4                       |
| 2013.      | Assassin's Creed IV: Black Flag                         | Xbox 360                            |
| 2013.      | Assassin's Creed IV: Black Flag                         | Xbox One                            |
| 2013.      | Assassin's Creed IV: Black Flag                         | Wii U                               |
| 2013.      | Assassin's Creed: Freedom Cry                           | Microsoft Windows                   |
| 2013.      | Assassin's Creed: Freedom Cry                           | PlayStation 3                       |
| 2013.      | Assassin's Creed: Freedom Cry                           | PlayStation 4                       |
| 2013.      | Assassin's Creed: Freedom Cry                           | Xbox 360                            |
| 2013.      | Assassin's Creed: Freedom Cry                           | Xbox One                            |
| 2013.      | Assassin's Creed Pirates                                | iOS                                 |
| 2013.      | Assassin's Creed Pirates                                | Android                             |
| 2013.      | Call of Juarez: Gunslinger                              | Microsoft Windows                   |
| 2013.      | Call of Juarez: Gunslinger                              | Xbox 360                            |
| 2013.      | Call of Juarez: Gunslinger                              | PlayStation 3                       |
| 2013.      | Far Cry 3: Blood Dragon                                 | Microsoft Windows                   |
| 2013.      | Far Cry 3: Blood Dragon                                 | PlayStation 3                       |
| 2013.      | Far Cry 3: Blood Dragon                                 | Xbox 360                            |
| 2013.      | Growtopia                                               | Android                             |
| 2013.      | Growtopia                                               | Microsoft Windows                   |
| 2013.      | Growtopia                                               | iOS                                 |
| 2013.      | Growtopia                                               | macOS                               |
| 2013.      | Just Dance 2014                                         | PlayStation 3                       |
| 2013.      | Just Dance 2014                                         | PlayStation 4                       |
| 2013.      | Just Dance 2014                                         | Xbox 360                            |
| 2013.      | Just Dance 2014                                         | Xbox One                            |
| 2013.      | Just Dance 2014                                         | Wii                                 |
| 2013.      | Just Dance 2014                                         | Wii U                               |
| 2013.      | The Mighty Quest for Epic Loot                          | Microsoft Windows                   |
| 2013.      | Panzer General Online                                   | Microsoft Windows                   |
| 2013.      | Rayman Legends                                          | PlayStation 3                       |
| 2013.      | Rayman Legends                                          | Xbox 360                            |
| 2013.      | Rayman Legends                                          | Microsoft Windows                   |
| 2013.      | Rayman Legends                                          | PlayStation Vita                    |
| 2013.      | Rayman Legends                                          | Wii U                               |
| 2013.      | Rayman Legends                                          | Xbox One                            |
| 2013.      | Rayman Legends                                          | PlayStation 4                       |
| 2013.      | ShootMania Storm                                        | Microsoft Windows                   |
| 2013.      | Spartacus Legends                                       | PlayStation 3                       |
| 2013.      | Spartacus Legends                                       | Xbox 360                            |
| 2013.      | The Smurfs 2                                            | Xbox 360                            |
| 2013.      | The Smurfs 2                                            | Wii                                 |
| 2013.      | The Smurfs 2                                            | PlayStation 3                       |
| 2013.      | The Smurfs 2                                            | Nintendo DS                         |
| 2013.      | The Smurfs 2                                            | Wii U                               |
| 2013.      | Tom Clancy's Splinter Cell: Blacklist                   | Microsoft Windows                   |
| 2013.      | Tom Clancy's Splinter Cell: Blacklist                   | Xbox 360                            |
| 2013.      | Tom Clancy's Splinter Cell: Blacklist                   | PlayStation 3                       |
| 2013.      | Tom Clancy's Splinter Cell: Blacklist                   | Wii U                               |
| 2013.      | Trials Evolution: Gold Edition                          | Microsoft Windows                   |
| 2013.      | Your Shape: Fitness Evolved 2013.                       | Wii U                               |
| 2014.      | Assassin's Creed Rogue                                  | PlayStation 3                       |
| 2014.      | Assassin's Creed Rogue                                  | Xbox 360                            |
| 2014.      | Assassin's Creed Rogue                                  | Microsoft Windows                   |
| 2014.      | Assassin's Creed Unity                                  | Microsoft Windows                   |
| 2014.      | Assassin's Creed Unity                                  | PlayStation 4                       |
| 2014.      | Assassin's Creed Unity                                  | Xbox One                            |
| 2014.      | Bot Squad                                               | iOS                                 |
| 2014.      | Child of Light                                          | Nintendo Switch                     |
| 2014.      | Child of Light                                          | PlayStation 3                       |
| 2014.      | Child of Light                                          | PlayStation 4                       |
| 2014.      | Child of Light                                          | PlayStation Vita                    |
| 2014.      | Child of Light                                          | Wii U                               |
| 2014.      | Child of Light                                          | Microsoft Windows                   |
| 2014.      | Child of Light                                          | Xbox 360                            |
| 2014.      | Child of Light                                          | Xbox One                            |
| 2014.      | Far Cry 4                                               | Microsoft Windows                   |
| 2014.      | Far Cry 4                                               | PlayStation 3                       |
| 2014.      | Far Cry 4                                               | Xbox 360                            |
| 2014.      | Far Cry 4                                               | PlayStation 4                       |
| 2014.      | Far Cry 4                                               | Xbox One                            |
| 2014.      | Just Dance 2015                                         | PlayStation 3                       |
| 2014.      | Just Dance 2015                                         | PlayStation 4                       |
| 2014.      | Just Dance 2015                                         | Xbox 360                            |
| 2014.      | Just Dance 2015                                         | Xbox One                            |
| 2014.      | Just Dance 2015                                         | Wii                                 |
| 2014.      | Just Dance 2015                                         | Wii U                               |
| 2014.      | Might & Magic X: Legacy                                 | Microsoft Windows                   |
| 2014.      | South Park: The Stick of Truth                          | PlayStation 3                       |
| 2014.      | South Park: The Stick of Truth                          | PlayStation 4                       |
| 2014.      | South Park: The Stick of Truth                          | Xbox 360                            |
| 2014.      | South Park: The Stick of Truth                          | Xbox One                            |
| 2014.      | South Park: The Stick of Truth                          | Microsoft Windows                   |
| 2014.      | South Park: The Stick of Truth                          | Nintendo Switch                     |
| 2014.      | Tetris Ultimate                                         | Microsoft Windows                   |
| 2014.      | Tetris Ultimate                                         | Xbox One                            |
| 2014.      | Tetris Ultimate                                         | PlayStation 4                       |
| 2014.      | Tetris Ultimate                                         | Nintendo 3DS                        |
| 2014.      | Tetris Ultimate                                         | PlayStation Vita                    |
| 2014.      | The Crew                                                | Microsoft Windows                   |
| 2014.      | The Crew                                                | Xbox 360                            |
| 2014.      | The Crew                                                | Xbox One                            |
| 2014.      | The Crew                                                | PlayStation 4                       |
| 2014.      | Trials Fusion                                           | PlayStation 4                       |
| 2014.      | Trials Fusion                                           | Xbox 360                            |
| 2014.      | Trials Fusion                                           | Xbox One                            |
| 2014.      | Trials Fusion                                           | Microsoft Windows                   |
| 2014.      | Valiant Hearts: The Great War                           | PlayStation 3                       |
| 2014.      | Valiant Hearts: The Great War                           | PlayStation 4                       |
| 2014.      | Valiant Hearts: The Great War                           | Xbox 360                            |
| 2014.      | Valiant Hearts: The Great War                           | Xbox One                            |
| 2014.      | Valiant Hearts: The Great War                           | Microsoft Windows                   |
| 2014.      | Watch Dogs                                              | Microsoft Windows                   |
| 2014.      | Watch Dogs                                              | Xbox 360                            |
| 2014.      | Watch Dogs                                              | Xbox One                            |
| 2014.      | Watch Dogs                                              | PlayStation 3                       |
| 2014.      | Watch Dogs                                              | PlayStation 4                       |
| 2014.      | Watch Dogs                                              | Wii U                               |
| 2015.      | Anno 2205                                               | Microsoft Windows                   |
| 2015.      | Assassin's Creed Identity                               | iOS                                 |
| 2015.      | Assassin's Creed Identity                               | Android                             |
| 2015. – 16 | Assassin's Creed Chronicles                             | Microsoft Windows                   |
| 2015. – 16 | Assassin's Creed Chronicles                             | PlayStation 4                       |
| 2015. – 16 | Assassin's Creed Chronicles                             | Xbox One                            |
| 2015.      | Assassin's Creed Syndicate                              | Microsoft Windows                   |
| 2015.      | Assassin's Creed Syndicate                              | PlayStation 4                       |
| 2015.      | Assassin's Creed Syndicate                              | Xbox One                            |
| 2015.      | Driver Speedboat Paradise                               | iOS                                 |
| 2015.      | Driver Speedboat Paradise                               | Android                             |
| 2015.      | Grow Home                                               | Microsoft Windows                   |
| 2015.      | Grow Home                                               | PlayStation 4                       |
| 2015.      | Just Dance 2016.                                        | PlayStation 3                       |
| 2015.      | Just Dance 2016.                                        | PlayStation 4                       |
| 2015.      | Just Dance 2016.                                        | Xbox 360                            |
| 2015.      | Just Dance 2016.                                        | Xbox One                            |
| 2015.      | Just Dance 2016.                                        | Wii                                 |
| 2015.      | Just Dance 2016.                                        | Wii U                               |
| 2015.      | Tom Clancy's Rainbow Six Siege                          | Microsoft Windows                   |
| 2015.      | Tom Clancy's Rainbow Six Siege                          | PlayStation 4                       |
| 2015.      | Tom Clancy's Rainbow Six Siege                          | Xbox One                            |
| 2015.      | Toy Soldiers: War Chest                                 | Microsoft Windows                   |
| 2015.      | Toy Soldiers: War Chest                                 | Xbox One                            |
| 2015.      | Toy Soldiers: War Chest                                 | PlayStation 4                       |
| 2016.      | Eagle Flight                                            | Microsoft Windows                   |
| 2016.      | Eagle Flight                                            | PlayStation 4                       |
| 2016.      | Far Cry Primal                                          | Microsoft Windows                   |
| 2016.      | Far Cry Primal                                          | PlayStation 4                       |
| 2016.      | Far Cry Primal                                          | Xbox One                            |
| 2016.      | Grow Up                                                 | Microsoft Windows                   |
| 2016.      | Grow Up                                                 | PlayStation 4                       |
| 2016.      | Grow Up                                                 | Xbox One                            |
| 2016.      | Hungry Shark Evolution                                  | iOS                                 |
| 2016.      | Hungry Shark Evolution                                  | Android                             |
| 2016.      | Just Dance 2017                                         | PlayStation 3                       |
| 2016.      | Just Dance 2017                                         | PlayStation 4                       |
| 2016.      | Just Dance 2017                                         | Xbox 360                            |
| 2016.      | Just Dance 2017                                         | Xbox One                            |
| 2016.      | Just Dance 2017                                         | Wii                                 |
| 2016.      | Just Dance 2017                                         | Wii U                               |
| 2016.      | Just Dance 2017                                         | Nintendo Switch                     |
| 2016.      | Just Dance 2017                                         | Microsoft Windows                   |
| 2016.      | Steep                                                   | Microsoft Windows                   |
| 2016.      | Steep                                                   | PlayStation 4                       |
| 2016.      | Steep                                                   | Xbox One                            |
| 2016.      | Tom Clancy's The Division                               | PlayStation 4                       |
| 2016.      | Tom Clancy's The Division                               | Xbox One                            |
| 2016.      | Tom Clancy's The Division                               | Microsoft Windows                   |
| 2016.      | Trials of The Blood Dragon                              | PlayStation 4                       |
| 2016.      | Trials of The Blood Dragon                              | Xbox One                            |
| 2016.      | Trials of The Blood Dragon                              | Microsoft Windows                   |
| 2016.      | TrackMania Turbo                                        | Microsoft Windows                   |
| 2016.      | TrackMania Turbo                                        | PlayStation 4                       |
| 2016.      | TrackMania Turbo                                        | Xbox One                            |
| 2016.      | Watch Dogs 2                                            | Microsoft Windows                   |
| 2016.      | Watch Dogs 2                                            | Xbox One                            |
| 2016.      | Watch Dogs 2                                            | PlayStation 4                       |
| 2016.      | Werewolves Within                                       | Microsoft Windows                   |
| 2017.      | Assassin's Creed Origins                                | Microsoft Windows                   |
| 2017.      | Assassin's Creed Origins                                | PlayStation 4                       |
| 2017.      | Assassin's Creed Origins                                | Xbox One                            |
| 2017.      | Atomega                                                 | Microsoft Windows                   |
| 2017.      | For Honor                                               | Microsoft Windows                   |
| 2017.      | For Honor                                               | PlayStation 4                       |
| 2017.      | For Honor                                               | Xbox One                            |
| 2018.      | Hungry Dragon                                           | iOS                                 |
| 2018.      | Hungry Dragon                                           | Android                             |
| 2017.      | Just Dance 2018                                         | PlayStation 3                       |
| 2017.      | Just Dance 2018                                         | PlayStation 4                       |
| 2017.      | Just Dance 2018                                         | Xbox 360                            |
| 2017.      | Just Dance 2018                                         | Xbox One                            |
| 2017.      | Just Dance 2018                                         | Wii                                 |
| 2017.      | Just Dance 2018                                         | Wii U                               |
| 2017.      | Just Dance 2018                                         | Nintendo Switch                     |
| 2017.      | Just Dance 2018                                         | Microsoft Windows                   |
| 2017.      | Mario + Rabbids Kingdom Battle                          | Nintendo Switch                     |
| 2017.      | Ode                                                     | Microsoft Windows                   |
| 2017.      | South Park: The Fractured but Whole                     | PlayStation 4                       |
| 2017.      | South Park: The Fractured but Whole                     | Xbox One                            |
| 2017.      | South Park: The Fractured but Whole                     | Microsoft Windows                   |
| 2017.      | South Park: The Fractured but Whole                     | Nintendo Switch                     |
| 2017.      | Star Trek: Bridge Crew                                  | PlayStation 4                       |
| 2017.      | Star Trek: Bridge Crew                                  | Microsoft Windows                   |
| 2017.      | Tom Clancy's Ghost Recon Wildlands                      | Microsoft Windows                   |
| 2017.      | Tom Clancy's Ghost Recon Wildlands                      | Xbox One                            |
| 2017.      | Tom Clancy's Ghost Recon Wildlands                      | PlayStation 4                       |
| 2017.      | Tom Clancy's ShadowBreak                                | iOS                                 |
| 2017.      | Tom Clancy's ShadowBreak                                | Android                             |
| 2018.      | Far Cry 5                                               | Microsoft Windows                   |
| 2018.      | Far Cry 5                                               | PlayStation 4                       |
| 2018.      | Far Cry 5                                               | Xbox One                            |
| 2018.      | The Crew 2                                              | Microsoft Windows                   |
| 2018.      | The Crew 2                                              | Xbox One                            |
| 2018.      | The Crew 2                                              | PlayStation 4                       |
| 2018.      | Transference                                            | Xbox One                            |
| 2018.      | Transference                                            | PlayStation 4                       |
| 2018.      | Transference                                            | Microsoft Windows                   |
| 2018.      | Assassin's Creed Odyssey                                | Microsoft Windows                   |
| 2018.      | Assassin's Creed Odyssey                                | PlayStation 4                       |
| 2018.      | Assassin's Creed Odyssey                                | Xbox One                            |
| 2018.      | Starlink: Battle for Atlas                              | Nintendo Switch                     |
| 2018.      | Starlink: Battle for Atlas                              | PlayStation 4                       |
| 2018.      | Starlink: Battle for Atlas                              | Xbox One                            |
| 2018.      | Hungry Shark World                                      | Nintendo Switch                     |
| 2018.      | Hungry Shark World                                      | PlayStation 4                       |
| 2018.      | Hungry Shark World                                      | Xbox One                            |
| 2019.      | Trials Rising                                           | Microsoft Windows                   |
| 2019.      | Trials Rising                                           | PlayStation 4                       |
| 2019.      | Trials Rising                                           | Xbox One                            |
| 2019.      | Trials Rising                                           | Nintendo Switch                     |
| 2019.      | Far Cry: New Dawn                                       | Microsoft Windows                   |
| 2019.      | Far Cry: New Dawn                                       | PlayStation 4                       |
| 2019.      | Far Cry: New Dawn                                       | Xbox One                            |
| 2019.      | Anno 1800                                               | Microsoft Windows                   |
| 2019.      | Tom Clancy's The Division 2                             | Microsoft Windows                   |
| 2019.      | Tom Clancy's The Division 2                             | PlayStation 4                       |
| 2019.      | Tom Clancy's The Division 2                             | Xbox One                            |
| 2019.      | Skull & Bones                                           | Xbox One                            |
| 2019.      | Skull & Bones                                           | PlayStation 4                       |
| 2019.      | Skull & Bones                                           | Microsoft Windows                   |
| TBA        | Beyond Good and Evil 2                                  | TBA                                 |